# Termoklina
Termoklina (také termální vrstva) je název pro pouhým okem neviditelnou přechodovou vrstvu mezi dvěma vrstvami s rozdílnými teplotami ve velkém množství tekutiny (např. voda, jako v oceánu nebo jezeře; nebo vzduch, např. atmosféra).
V oceánu termoklina odděluje horní smíšenou vrstvu od klidné hluboké vody pod ní. V závislosti na ročním období, zeměpisné šířce a turbulentním míšení větrem mohou být termokliny semipermanentním rysem vodního útvaru, ve kterém se vyskytují, nebo se mohou vytvořit dočasně v reakci na jevy, jako je ohřev či chlazení povrchové vody přes den a noc. Mezi faktory, které ovlivňují hloubku a tloušťku termokliny, patří sezónní výkyvy počasí, zeměpisná šířka a místní podmínky prostředí, jako jsou příliv a odliv nebo proudy.
Ve vnitrozemských podmínkách je na lomech a v uzavřených lokalitách často doprovázena špatnou viditelností. Ta je způsobena rozdílnou hustotou vody, kdy sladkovodní plankton a nečistoty stoupají nebo klesají spolu s tou hustší.